# 南新组
南新组是位于中国云南省的上白垩世地层，1973年由云南第一区域地质测量大队命名。该地层以紫红色中细粒砂岩（上部），紫灰、紫红色中粗粒长石石英砂岩（下部）为主，间夹粉砂质泥岩、泥岩（上部），紫红色钙质泥岩、泥质粉砂岩、砂砾岩（下部）。